# RGM-40 Kastet
Le lance-grenades RGM-40 Kastet (en francais : poing américain) (en anglais : Brass knuckles ) est une version autonome du lance-grenades russe GP-30 avec une crosse télescopique, une poignée pistolet de type AK et des viseurs tangents relevables. Il s'agit d'une arme à un coup chargée par la bouche avec un mécanisme de déclenchement à armement automatique et offre un haut degré de similitude avec le GP-30. Il a été conçu principalement pour un usage policier et peut utiliser une large gamme de munitions non létales (par exemple, gaz lacrymogène, grenades assourdissantes, etc. ). Il peut également utiliser des grenades à fragmentation VOG-25 et VOG-25P standard de 40 mm.

## Utilisateur
- Russie: Ministère de l'Intérieur (Russie)[2]